# وقح (مسلسل أمريكي)
وقح (بالإنجليزية: Shameless)‏ هو مسلسل كوميديا دراما أمريكي من إخراج جون ويلز تم عرضه على قناة شوتايم من 9 يناير 2011 حتى 11 أبريل 2021.المسلسل من بطولة ويليام ميسي،إيمي روسوم،جاستن تشاتوين،إيثان كوتكوسكي،شانولا هامبتون،ستيف هاوي وإيما كيني.